# Karel Houška
Karel Houška (29. května 1833 Plzeň – 21. dubna 1889 Plzeň) byl český právník a dlouholetý komunální politik v Plzni. Od srpna 1888 vykonával úřad purkmistra.

## Život
Narodil se 29. května 1833 v Plzni v rodině perníkáře. Vystudoval gymnázium v rodném městě a pražskou právnickou fakultu. Titul doktora práv získal roku 1858. Praxi získával u soudu v Horšovském Týně a jako advokátní koncipient v Chrudimi a Plzni.
Roku 1868 si v Plzni otevřel vlastní advokátní kancelář. Téhož roku byl poprvé zvolen do obecního zastupitelstva. V roce 1882 se stal náměstkem purkmistra, kterým byl (od roku 1874) František Pecháček.
Když Pecháček 4. srpna 1888 zemřel, byl Houška jako náměstek nejprve pověřen prozatímní správou města a 21. srpna zvolen plzeňským purkmistrem 33 hlasy ze 34. Oslava jeho uvedení do funkce se konala ve čtvrtek 23. srpna v tehdejší budově Měšťanské besedy. František Schwarz ve slavnostním projevu připomněl jeho dvacetiletou činnost v komunální politice a vyjádřil naději, že jeho volba posílí české národní snahy v Plzni. Houška v odpovědi poděkoval za důvěru a ujistil přítomné, že bude usilovat o upevnění českého charakteru města, přičemž za hlavní předpoklad všech národních snah považoval rozvoj českojazyčného školství.
V říjnu 1888 na audienci u císaře Františka Josefa I. poděkoval za zřízení české reálky a české průmyslové školy a získal svolení, aby plzeňské muzeum mohlo nést mocnářovo jméno. V prosinci téhož roku vystoupil s krátkým proslovem na banketu k 70. narozeninám F. L. Riegra.
Na sjezdu zástupců samospráv v Praze téhož roku navrhl závěrečnou rezoluci.
V posledních měsících pracoval na úpravě zábělského lesa pro rekreaci plzeňských obyvatel.
Zemřel náhle na mozkovou mrtvici, pohřben byl v Plzni se stejnými obřady, jako necelý rok před ním jeho předchůdce. Nekrolog připomněl jeho vlastenectví, charakternost a usilovnou práci ve prospěch města, které bylo v té době druhé nejdůležitější českojazyčné centrum v Čechách. Současníci litovali, že neměl více času k provedení svých plánů.
Jeho mladší bratr Alois Houška byl r. 1889 generálmajorem ve Lvově. Karel Houška byl švagrem chrudimského podnikatele a politika Václava Saláška.